# Хладилник
Хладилникът е термоизолиран шкаф, в които се поддържа температура, по-ниска от тази на околната среда. Според принципа на охлаждане на работната камера, хладилниците най-често са компресорни и абсорбционни. Съществуват също хладилници, основани на т. нар. ефект на Пелтие.
Според своето предназначение хладилниците могат да бъдат:
- битови – с обем от 30 до 500 l; поддържат температура от -4 до +6 °С и се използват основно за съхранение на хранителни продукти;
- промишлени – с обем от десет до няколко хиляди кубически метра; използват се за съхранение на големи количества храни и термолабилни продукти (сурови кожи, химикали и др.).

Работното вещество на хладилниците може да бъде фреон, амоняк, въглероден диоксид, хелий и други вещества, които могат да отнемат голямо количество топлина.

## Типове домашни хладилници
Компресорните хладилници и хладилниците с елементи на Пелтие се захранват с електричество. Съществената разлика между двата вида е, че при Пелтие-хладилниците липсва хладилен агент (те използват различен метод на охлаждане). Тези хладилници обаче използват повече електроенергия, тъй като са термодинамично неефективни.
Абсорбционните хладилници може да са конструирани така, че да работят с всякакъв източник на топлина (не само електричество). Произвеждат се хладилници, работещи на бензин, дизелово гориво, газ (природен или пропан), както и с двойно захранване (газ/електричество), които се използват от години в т. нар. каравани (ремаркета, пригодени за живеене).
За намаляване на консумацията на електроенергия са разработени „слънчеви“ хладилници, а така също хладилници, използващи т. нар. термална маса – еквивалент на топлоемкостта на сградите, като се използват разликите в денонощния ход на температурата.

## Безопасност
При експлоатацията на хладилниците трябва да се спазват правила за безопасност, някои от които са:
- Съхраняването на химикали (като напр. двукомпонентни лепила, ацетонови лепила и др.) заедно с хранителни продукти може да доведе до непредвидими здравни последици!
- Когато оставяте лекарства, химикали и други нехранителни продукти в битови хладилници, винаги ги опаковайте по начин, недостъпен за отваряне от деца! Напишете с големи печатни букви върху опаковката какво съдържа тя!
- Съхранението на хранителни и нехранителни вещества в един и същ хладилник за промишлени цели е забранено и се преследва от закона[1]!